# دنا کارلسن
دنا کارلسن (به آلمانی: Dana Carlsen) (زادهٔ ۲۹ فوریهٔ ۱۹۶۸ در سیاتل آمریکا) است. او از سال ۲۰۰۵ با نام خانوادگی خود شناخته می‌شود. دنا در سال ۲۰۰۵ از همسر خود، تیل شوایگر، جدا شد. کودکان این خانواده نزد او در هامبورگ آلمان زندگی می‌کنند.

## زندگی حرفه‌ای
کسب و کار مورد علاقهٔ او آرایش گری بود. او در یک مؤسسهٔ مراقبت و زیبایی پوست فعالیت می‌کرد و آموزش می‌دید. در سال ۱۹۹۰ او برای کالوین کلاین و H & M به عنوان یک مدل کار کرده‌است. در سال ۲۰۰۹ او یک قرارداد تبلیغاتی با Katjes بود.

## زندگی خصوصی
دانا کارلسن در سیاتل زاده شد. او با خواهر او و برادرش پدرش را تا بزرگ شد. در سال ۱۹۹۵، او پس از یک رابطه که دو سال به طول انجامید، با بازیگر آلمانی تیل شوایگر ازدواج کرد.
حاصل ازدواج این بازیگران چهار هنرپیشه بود (والنتین(۱۹۹۵)، لونا (* ۱۹۹۷)، لیلی (* ۱۹۹۸) و اما (* ۲۰۰۲) و آن‌ها چهار فرزند به دنیا آوردند. خانواده شوایگر ابتدا در مالیبو (کالیفرنیا) زندگی می‌کردند، تا زمانی که او به تنهایی به هامبورگ در سال ۲۰۰۴ نقل مکان کرد. این زوج از هم در نوامبر ۲۰۰۵جدا شدند. در ماه مه ۲۰۱۴، ازدواج منحل شد.